# Hoppang

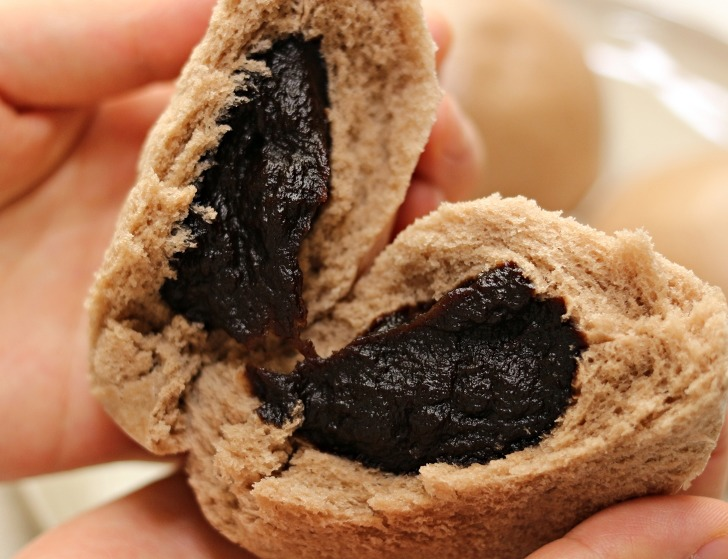
Hoppang fourré au chocolat.

Le hoppang (호빵) est un petit pain coréen cuit à la vapeur proche du jjinppang, généralement fourré avec de la pâte de haricots rouges. Consommé comme snack, il peut être également fourré avec des légumes et de la viande, de garniture de type pizza, de citrouille ou de buldak,.
Il a été créé par Heo Chang-sung, qui a visité le Japon en 1969. Le nom était à l'origine une marque déposée de Samlip en 1970, mélange de ho, ho (le son du pain qui cuit à la vapeur) et ppang signifie (« pain » en coréen).